# Pio Vito Pinto
Pio Vito Pinto (Noci, 29 de março de 1941) é um clérigo italiano, canonista e reitor emérito da Rota Romana.
Pio Vito Pinto foi auditor-prelado (interrogador) da Rota Romana de 25 de março de 1995 a 22 de setembro de 2012. Papa Bento XVI nomeou-o em 22 de setembro de 2012 Decano da Rota Romana e em 10 de dezembro de 2012 Presidente da Corte di Apello dello Stato Città del Vaticano.
Em 29 de março de 2021, seu 80º aniversário, Pinto renunciou ao cargo de Decano da Rota Romana. 